# اولویت عملگرهای منطقی

## اولویت عملگرهای منطقی
می‌توانیم با استفاده از عملگر نقیض و عملگرهای منطقی که تا به حال تعریف شده است، گزاره‌های مرکب بسازیم. به طور کلی از پرانتزها برای مشخص نمودن ترتیب عملگرهای منطقی که در گزاره‌های مرکب به کار گرفته می‌شوند استفاده می‌کنیم. برای مثال، (q∨p)∧(¬r) ترکیبی از q∨p و r¬ است. با این وجود برای کاهش تعداد پرانتزها، تعیین می‌کنیم که عملگر نقیض قبل از عملگرهای منطقی دیگر به کار می‌رود. به این معنی که p∧q¬ ترکیب عطفی p¬ و q یعنی p)∧q¬)است، و نقیض ترکیب عطفی p و q یعنی (p∧q)¬ نیست.
قانون کلی دیگر اولویت این است که عملگر ترکیب عطفی اولویت بالاتری نسبت به عملگر ترکیب فصلی دارد.
به طوری که p∧q∨r به معنی p∧q)∨r)است نه(p∧(p∨r. چون ممکن است به خاطر سپردن این قانون مشکل باشد. به استفاده از پرانتز ادامه می‌دهیم طوری که ترتیب عملگرهای ترکیب عطفی و فصلی روشن باشد. در نهایت، قانون پذیرفته شده‌ای وجود دارد که می‌گوید عملگرهای شرطی (→) و دو شرطی (↔) اولویت کمتری نسبت به عملگرهای ترکیب عطفی(∧) و ترکیب فصلی(∨) دارند. در نتیجه q∨p→r معادل با q∨p)→r) است. وقتی از پرانتز استفاده می‌کنیم، توجه به ترتیب عملگر ترکیب عطفی و ترکیب فصلی ضروری است. اگرچه عملگر ترکیب، اولویت بالاتری نسبت به عملگر شرطی دارد. در ذیل سطوح مختلف اولویت عملگرهای منطقی ¬، ∧، ∨، →، ↔ رانشان می‌دهد.
```
 ۱) ¬
 ۲) ∧
 ۳) ∨
 ۴) →
 ۵) ↔
```